# Hâji-Piyâdah
La mosquée Hâji-Piyâdah, également connue sous le nom de Nouh-Goumbed et Noh-Gonbadân, est considérée comme étant la première construction islamique en Afghanistan. Située dans la province de Balkh, elle est datée du IXe siècle, soit peu de temps après l'introduction de l'Islam en Asie centrale.
Bien que le temps les ait dégradés, on peut voir aujourd'hui encore une partie des arches et des piliers qui soutenaient la voûte de la mosquée : leur décor de stuc taillé est un mélange unique de l'art traditionnel afghan et de l'art abbasside. Les neuf coupoles de la voûte ont par contre disparu.
La mosquée d'Haji Piyada a été inscrite en 2006 sur la liste des sites historiques en danger de la World Monuments Fund.

## Description

### Toponymie
Le monument possède deux toponymes : l'un est Nouh-Goumbed ou Noh-Gonbadân, signifiant « neuf dômes », qui fait référence à son architecture ; l'autre est Hâji-Piyâdah ou Hâji-Piyâdé, équivalant à « celui qui est allé à La Mecque au pied », désignant le complexe où se trouvent la sépulture de cette personne et ladite mosquée.
À cette bâtisse sont attribués davantage de toponymes, tels que Khwadja Parsa, Kaʼab al-Akhbâr (ou Qaab-al Akhbar) et Masjid-i Taʼrīkh (ou Tārīk).

### Localisation
La mosquée Hâji-Piyâdah se situe à 36° 43’ 49 de latitude nord et à 66° 53’ 06 de longitude est, avec l'altitude de 355 mètres. Elle se trouve à 3,8 kilomètres de Balkh en Afghanistan, sur la voie des bourgs de Hesârak (fa) et de Samarqandiyân. À 330 mètres à son nord-ouest coule le canal d'eau Nahr-e Moshtâq.

### Architecture
Le complexe se situe sur les terrains à 30 mètres d'un réservoir d'eau entouré de platanes. La mosquée elle-même est en forme de carré de 20 mètres de côté, devant laquelle existait autrefois une cour rectangulaire de longueur 18,7 mètres au minimum et de largeur presque 11 mètres.
Le mihrab, en forme d'un fer à cheval, est profond de 1,83 mètres. Il a une entrée de 1,30 mètres de largeur, qui se distingue par les deux colonnettes à ses droite et gauche.

## Découverte et maintenance
C'est en août 1966 que Lisa Golombek et Deborah Klimburg-Salter (de), en tant que premières expertes, voient cette bâtisse, en cherchant une autre mosquée historique. Peu après, en juillet 1967, une autre spécialiste Galina Pougatchenkova se rend au monument sous l'invitation des autorités afghanes. Le monument est ensuite visité par Souren Melikian en 1968.
Au fur et à mesure, Hâji-Piyâdah retient l'attention des autorités afghanes : en fin 1977, est mise en place une toiture métallique en fer-blanc dans le cadre des mesures de maintenance que Rawân Farhâdi impulse à fortifier. C'est en 1981 que la mosquée Hâji-Piyâdah est candidate à joindre le patrimoine mondial ; cette proposition est toutefois déchue à cause des perturbations politiques qui adviennent en Afghanistan à l'époque.